# Yolanda Arencibia
Carmen Yolanda Arencibia Santana (Las Palmas de Gran Canaria, 25 de julio de 1939-Las Palmas de Gran Canaria, 22 de marzo de 2025) fue una filóloga española, dedicada al estudio de Benito Pérez Galdós. Fue profesora emérita y catedrática por la Universidad de Las Palmas de Gran Canaria. Dirigió la cátedra Benito Pérez Galdós en la ULPGC desde 1995, y entre 1989 y 1999 fue la primera decana de la Facultad de Filología de la misma universidad. Fue miembro de la Academia Canaria de la Lengua.

## Trayectoria
Se licenció en Filosofía y Letras (sección de Filología Románica) por la Universidad de La Laguna en junio de 1961, y obtuvo el doctorado en Filología (sección de Filología Hispánica) por la misma universidad en enero de 1982.
Ha sido consejera delegada de educación del Cabildo de Gran Canaria desde 1999. En 2015 fue nombrada hija predilecta de Las Palmas de Gran Canaria. Ha editado la colección Arte, Naturaleza y Verdad. Obras completas de Pérez Galdós entre 2005 y 2013.
Fue miembro del Consejo de dirección de Anales Galdosianos, cuya sede se encuentra en la Queen´s University, de Ontario (Canadá), y vicepresidenta de la Asociación Internacional de Galdosistas.
Es unas de las protagonistas de la película Benito Pérez Buñuel, dirigida por Luis Roca Arencibia y producida por Marta de Santa Ana Pulido, sobre las confluencias entre Benito Pérez Galdós y Luis Buñuel.
Murió el 22 de marzo de 2025 a los 85 años.

## Obras
Además de los numerosos artículos académicos, sobresalen en su obra las siguientes monografías:
- 1987. La lengua de Galdós. Estudio de variantes en galeradas. Consejería de Cultura y Deportes del Gobierno de Canarias,
- 1993. Pancho Guerra, o el amor a lo propio, Las Palmas de Gran Canaria,
- 1996. Tradición, Historia y Literatura: de Viera y Clavijo a Pérez Galdós, Universidad de Las Palmas de Gran Canaria,
- 2002. Nazarín y Halma de B. Pérez Galdós. Edición, introducción y notas, Madrid, Editorial Biblioteca Nueva,
- 2003. De Alonso Quesada a Rafael Romero, o el arte del coloquio literario, Discurso de Ingreso en la Academia Canaria de la Lengua, Islas Canarias.
- 2004. El Correo de Canarias y la Estafeta de Londres, en el diálogo social del setecientos, Anuario de Estudios Atlánticos,
- 2006. 'Trafalgar' de Pérez Galdós. Dos miradas sobre un hecho histórico, Universidad de Educación a Distancia, Centro Asociado de Las Palmas de Gran Canaria.
- 2008. El archivo de Planas de poesía. Fragmentos de intrahistoria cultura; en Actas del Congreso Internacional Pedro García Cabrera (La Gomera, 10-14 de octubre de 2005), Universidad de La Laguna, Santa Cruz de Tenerife, 2008, pp. 265-284.
- 2007-2008. Galdós y Unamuno en la misma hoguera, en Anales Galdosianos. Homenaje a Peter A. Bly, XLII-XLIII pp. 31-46,
- 2005-2010. Arte, Naturaleza y Verdad. Benito Pérez Galdós. Obras completas. Tomos I a 19, Cabildo de Gran Canaria,
- 2020. Galdós. Una biografía. Editorial Tusquets.

## Premios
En 1983 recibió un primer accésit en el Concurso Nacional convocado por el MEC. En 1998 la Sociedad de Información Canarias7 le concedió el Premio Canarias7 de Investigación.
En 2020 ganó el premio Comillas de Historia, Biografía y Memoria, de Tusquets Editores, por su biografía Galdós. Una biografía.